# Athous gottwaldi
Athous gottwaldi là một loài bọ cánh cứng trong họ Elateridae. Loài này được Lohse miêu tả khoa học năm 1978.